# Potamogeton spathuliformis
Potamogeton spathuliformis là một loài thực vật có hoa trong họ Potamogetonaceae. Loài này được (J.W. Robbins) Morong miêu tả khoa học đầu tiên năm 1893.